# Catalina Saavedra
Catalina Saavedra (ur. 8 stycznia 1968 w Valparaíso) – chilijska aktorka teatralna, filmowa i telewizyjna. Najbardziej znana jest z tytułowej roli w filmie Służąca (2009) w reżyserii Sebastiána Silvy. Była za nią nominowana do nagrody Satelita dla najlepszej aktorki w filmie dramatycznym. Otrzymała również Nagrodę Specjalną Jury za grę aktorską podczas Sundance Film Festival.

## Filmografia
Filmy fabularne
- 2017: Kłamstewko (La Mentirita Blanca) jako Edgardo Leyendeker
- 2009: Taniec Wiktorii (El baile de la Victoria) jako Madre Ángel
- 2009: Służąca (La nana) jako Raquel
- 2008: Ausente
- 2008: Mamusiu, kocham cię (Mami te amo)
- 2008: Secretos
- 2008: 31 minutos, la película jako głos
- 2008: Chile potrafi (Chile puede) jako Magda
- 2007: Normal con alas
- 2007: La vida me mata
- 2002: La perra
- 2001: Piel canela jako Talula Vargas
- 1997: El bidón
- 1997: Volando voy jako Luchita
- 1994: Hasta en las mejores familias jako Jessica